# Javier Alberola Rojas
Javier Alberola Rojas (Ciudad Real, Castilla-La Mancha, España, 22 de junio de 1991) es un árbitro de fútbol español de la Primera División de España.

## Trayectoria
Es graduado en Psicología por la Universidad Isabel I. En su primera temporada en Segunda División arbitró el partido de vuelta de la promoción de ascenso a Primera División de 2016 entre el Girona y el Córdoba (3-1).
Tras dos temporadas en Segunda División, donde dirigió 46 partidos, consigue el ascenso a la Primera División de España junto al colegiado catalán David Medié Jiménez y al colegiado asturiano Pablo González Fuertes. Se convierte así en el segundo colegiado más joven en ascender a Primera División, después de Brito Arceo.
Debutó el 26 de agosto de 2017 en Primera División en un Levante Unión Deportiva contra el Real Club Deportivo de la Coruña (2-2).
Al final de la temporada 2020-2021 es galardonado con el trofeo Guruceta entregado por el diario Marca al mejor árbitro de la Primera División española cada temporada, habiendo dirigido un total de 20 partidos en la temporada.
En 2009 participó en el programa de citas Next, emitido en Neox.

## Partidos arbitrados[8]
| Categoría            | País   | Año       | Partidos |
| -------------------- | ------ | --------- | -------- |
| Segunda División "B" | España | 2013-2015 | 48       |
| Segunda División     | España | 2015-2017 | 47       |
| Primera División     | España | 2017-     | 79       |
| Copa de S.M El Rey   | España | 2015-     | 16       |

## Premios
- Trofeo Guruceta Primera División (1): 2021[6]